# Progressione del record mondiale del salto in lungo femminile

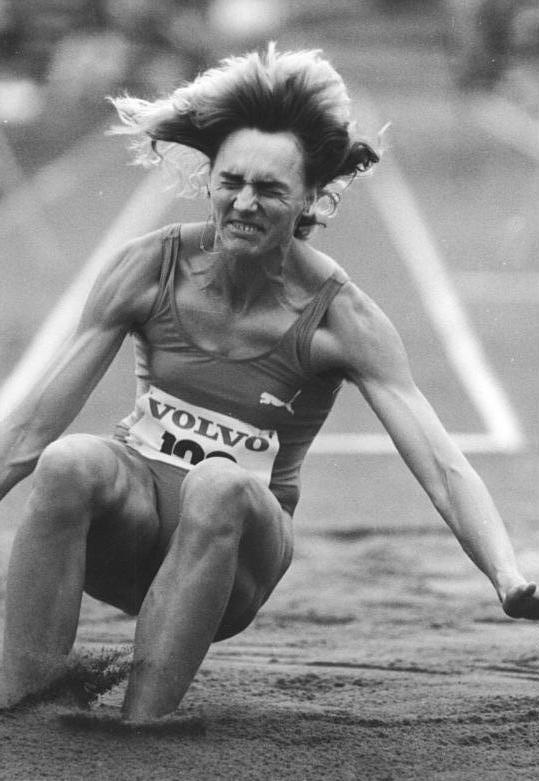
Heike Drechsler, detentrice del record mondiale indoor della specialità

La voce seguente illustra la progressione del record mondiale del salto in lungo femminile di atletica leggera.
Il primo record mondiale femminile venne riconosciuto dalla federazione internazionale di atletica leggera nel 1922, mentre il primo record mondiale indoor risale al 1987. Ad oggi, la World Athletics ha ratificato ufficialmente 36 record mondiali assoluti e 2 record mondiali indoor di specialità.

## Progressione

### Record assoluti
| Misura  | Vento (m/s) | Atleta                  | Nazione          | Luogo                        | Data              | Note |
| ------- | ----------- | ----------------------- | ---------------- | ---------------------------- | ----------------- | ---- |
| 5,16 m  | nw          | Marie Mejzlíková        | Cecoslovacchia   | Praga, Cecoslovacchia        | 6 agosto 1922     |      |
| 5,30 m  | nw          | Marie Mejzlíková        | Cecoslovacchia   | Praga, Cecoslovacchia        | 23 settembre 1923 |      |
| 5,485 m | nw          | Muriel Gunn             | Regno Unito      | Londra, Regno Unito          | 2 agosto 1926     |      |
| 5,50 m  | nw          | Kinue Hitomi            | Giappone         | Göteborg, Svezia             | 28 agosto 1926    |      |
| 5,575 m | nw          | Muriel Gunn             | Regno Unito      | Londra, Regno Unito          | 1º agosto 1927    |      |
| 5,98 m  | nw          | Kinue Hitomi            | Giappone         | Osaka, Giappone              | 20 maggio 1928    |      |
| 6,12 m  | nw          | Christel Schulz         | Germania         | Berlino, Germania            | 30 luglio 1939    |      |
| 6,25 m  | nw          | Fanny Blankers-Koen     | Paesi Bassi      | Leida, Paesi Bassi           | 19 settembre 1943 |      |
| 6,28 m  | +0,2        | Yvette Williams         | Nuova Zelanda    | Gisborne, Nuova Zelanda      | 20 febbraio 1954  |      |
| 6,28 m  | +1,3        | Galina Vinogradova      | Unione Sovietica | Mosca, Unione Sovietica      | 11 settembre 1955 |      |
| 6,31 m  | +0,5        | Galina Vinogradova      | Unione Sovietica | Tbilisi, Unione Sovietica    | 18 novembre 1955  |      |
| 6,35 m  | +1,0        | Elżbieta Krzesińska     | Polonia          | Budapest, Ungheria           | 20 agosto 1956    |      |
| 6,35 m  | nw          | Elżbieta Krzesińska     | Polonia          | Melbourne, Australia         | 27 novembre 1956  |      |
| 6,40 m  | 0,0         | Hildrun Claus           | Germania Est     | Erfurt, Germania Est         | 7 agosto 1960     |      |
| 6,42 m  | +1,4        | Hildrun Claus           | Germania Est     | Berlino Est, Germania Est    | 23 giugno 1961    |      |
| 6,48 m  | -1,5        | Tat'jana Ščelkanova     | Unione Sovietica | Mosca, Unione Sovietica      | 16 luglio 1961    |      |
| 6,53 m  | +1,5        | Tat'jana Ščelkanova     | Unione Sovietica | Lipsia, Germania Est         | 10 giugno 1962    |      |
| 6,70 m  | nw          | Tat'jana Ščelkanova     | Unione Sovietica | Mosca, Unione Sovietica      | 4 luglio 1964     |      |
| 6,76 m  | -1,6        | Mary Rand               | Regno Unito      | Tokyo, Giappone              | 14 ottobre 1964   |      |
| 6,82 m  | 0,0         | Viorica Viscopoleanu    | Romania          | Città del Messico, Messico   | 14 ottobre 1968   |      |
| 6,84 m  | 0,0         | Heide Rosendahl         | Germania Ovest   | Torino, Italia               | 3 settembre 1970  |      |
| 6,92 m  | +1,6        | Angela Voigt            | Germania Est     | Dresda, Germania Est         | 9 maggio 1976     |      |
| 6,99 m  | +2,0        | Siegrun Siegl           | Germania Est     | Dresda, Germania Est         | 19 maggio 1976    |      |
| 7,07 m  | +1,9        | Vilma Bardauskienė      | Unione Sovietica | Chișinău, Unione Sovietica   | 18 agosto 1978    |      |
| 7,09 m  | 0,0         | Vilma Bardauskienė      | Unione Sovietica | Praga, Cecoslovacchia        | 29 agosto 1978    |      |
| 7,15 m  | +0,3        | Anișoara Cușmir-Stanciu | Romania          | Bucarest, Romania            | 1º agosto 1982    |      |
| 7,20 m  | -0,3        | Vali Ionescu            | Romania          | Bucarest, Romania            | 1º agosto 1982    |      |
| 7,21 m  | +0,6        | Anișoara Cușmir-Stanciu | Romania          | Bucarest, Romania            | 15 maggio 1983    |      |
| 7,27 m  | +0,6        | Anișoara Cușmir-Stanciu | Romania          | Bucarest, Romania            | 4 giugno 1983     |      |
| 7,43 m  | +1,4        | Anișoara Cușmir-Stanciu | Romania          | Bucarest, Romania            | 4 giugno 1983     |      |
| 7,44 m  | +2,0        | Heike Drechsler         | Germania Est     | Berlino Est, Germania Est    | 22 settembre 1985 |      |
| 7,45 m  | +0,9        | Heike Drechsler         | Germania Est     | Tallinn, Unione Sovietica    | 21 giugno 1986    |      |
| 7,45 m  | +1,1        | Heike Drechsler         | Germania Est     | Dresda, Germania Est         | 3 luglio 1986     |      |
| 7,45 m  | +0,6        | Jackie Joyner-Kersee    | Stati Uniti      | Indianapolis, Stati Uniti    | 13 agosto 1987    |      |
| 7,45 m  | +1,0        | Galina Čistjakova       | Unione Sovietica | Leningrado, Unione Sovietica | 11 giugno 1988    |      |
| 7,52 m  | +1,4        | Galina Čistjakova       | Unione Sovietica | Leningrado, Unione Sovietica | 11 giugno 1988    |      |

### Record indoor
| Misura | Atleta          | Nazione      | Luogo                 | Data             | Note |
| ------ | --------------- | ------------ | --------------------- | ---------------- | ---- |
| 7,32 m | Heike Drechsler | Germania Est | New York, Stati Uniti | 27 febbraio 1987 |      |
| 7,37 m | Heike Drechsler | Germania Est | Vienna, Austria       | 13 febbraio 1988 |      |